# Combustion spontanée (physique)
Ne doit pas être confondu avec la Combustion humaine spontanée

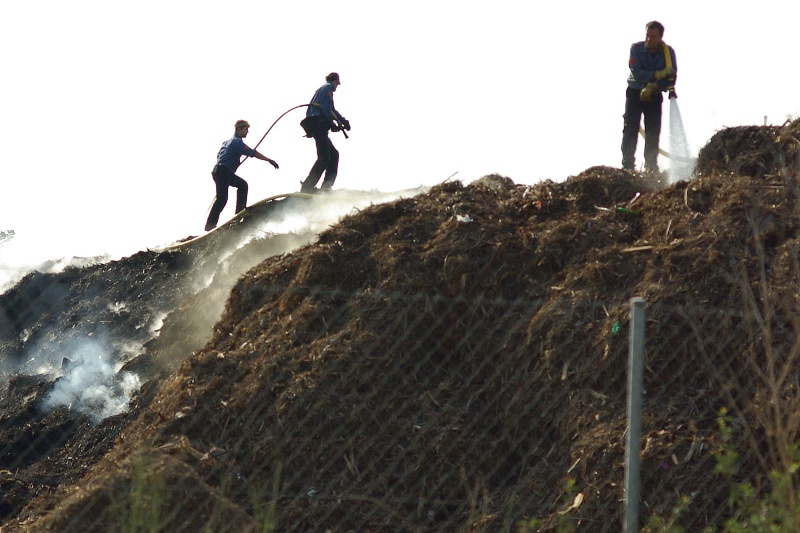
Un gros tas de compost peut brûler spontanément s'il n'est pas correctement géré.

La combustion spontanée ou auto-inflammation est un type de combustion qui se produit par un auto-échauffement (augmentation de la température due à des réactions internes exothermiques), suivi d'un emballement thermique qui accélère rapidement en générant des températures élevées, pour enfin atteindre le point d'auto-inflammation.

## Cause et allumage
Une combustion spontanée peut se produire lorsqu'une substance ayant une température d'inflammation relativement basse (foin, paille, tourbe, etc.) commence à dégager de la chaleur. Cela peut se produire de plusieurs manières, soit par oxydation en présence d'humidité et d'air, soit par fermentation bactérienne, qui dégage de la chaleur. Celle-ci ne pouvant pas s'échapper (le foin, la paille, la tourbe, etc. sont de bons isolants thermiques), la température du matériau augmente. La température du matériau dépasse alors son point d'inflammation, (même si une grande partie des bactéries est détruite par les températures d'inflammation). La combustion commence s'il y a suffisamment d'oxydant, tel que l'oxygène, et de carburant  permettant de transformer la réaction initiale en emballement thermique.

## Matériaux concernés

### Confirmés
Les tas de foin et les tas de compost  peuvent s'enflammer spontanément à cause de la chaleur produite par la fermentation bactérienne. L'huile de lin et l'huile danoise dans un espace confiné (comme un tas de chiffons imbibés d'huile laissés dans un récipient non couvert, surtout si des chiffons ensuite utilisés avec un solvant anti-humidité pour nettoyer l'huile) peuvent s'oxyder, entraînant une accumulation de chaleur et donc inflammation,. Le charbon peut s'enflammer spontanément lorsqu'il est exposé à l'oxygène, ce qui le fait réagir et chauffer lorsque la ventilation est insuffisante pour le refroidissement. L'oxydation de la pyrite est souvent la cause de l'inflammation spontanée du charbon dans les anciens résidus miniers. Les pistaches sont hautement inflammables lorsqu'elles sont stockées en grandes quantités et sont sujettes à l'auto-échauffement et à la combustion spontanée. Les gros tas de fumier peuvent brûler spontanément dans des conditions de chaleur extrême. Le coton et le lin peuvent s'enflammer lorsqu'ils entrent en contact avec des huiles végétales polyinsaturées (graines de lin, huiles de massage) ; les bactéries décomposent lentement les matériaux, produisant de la chaleur. Si ces matériaux sont stockés de manière à empêcher la chaleur de s'échapper, l'accumulation de chaleur augmente le taux de décomposition et donc le taux d'accumulation de chaleur augmente. Une fois la température d'inflammation atteinte, la combustion se produit avec des oxydants présents (oxygène). Les films en Acétate de cellulose (nitrate), lorsqu'ils sont mal stockés, peuvent se détériorer, devenir extrêmement inflammables et s'enflammer. L'Incendie de la réserve de la Fox de 1937 a été causé par un film de nitrate qui a brûlé spontanément.

### Foin
Le foin est l'un des matériaux les plus étudiés en combustion spontanée. Il est très difficile d'établir une théorie unifiée de ce qui se passe dans l'auto-échauffement du foin en raison de la variation des types d'herbe utilisée dans la préparation du foin et des différents endroits où elle est cultivée. On prévoit qu'un réchauffement dangereux se produira dans le foin contenant plus de 25% d'humidité. Le plus grand nombre d'incendies se produit dans les deux à six semaines suivant l'entreposage, la majorité se produisant au cours de la quatrième ou cinquième semaine.
Le processus peut commencer par une activité microbiologique (bactéries ou moisissures), mais à un moment donné, le processus doit devenir chimique. L'activité microbiologique limitera également la quantité d'oxygène disponible dans le foin. L'humidité semble être assez importante, quel que soit le processus. À 100 ° C, le foin humide a absorbé deux fois la quantité d'oxygène du foin sec. On a supposé que les glucides complexes présents dans le foin se décomposaient en sucres plus simples, qui sont plus facilement oxydés.

### Charbon de bois
Le charbon de bois, lorsqu'il est fraîchement préparé, peut s’échauffer et prendre feu. Ceci est distinct des points chauds qui peuvent s'être développés lors de la préparation du charbon de bois. Le charbon de bois qui a été exposé à l'air pendant une période de huit jours n'est pas considéré comme dangereux. De nombreux facteurs sont en jeu, deux étant le type de bois et la température à laquelle le charbon de bois a été préparé.

### Charbon
L'auto-échauffement du charbon a été largement étudié. La tendance à l'auto-échauffement diminue avec le rang croissant du charbon. Les charbons de lignite sont plus actifs que les charbons bitumineux, qui sont plus actifs que les charbons anthracites.
Le charbon fraîchement extrait consomme de l'oxygène plus rapidement que le charbon vieilli ; et le charbon fraîchement extrait s'échauffe plus que le charbon vieilli. La présence de vapeur d'eau peut également être importante, car la vitesse de génération de chaleur accompagnant l'absorption d'eau dans le charbon sec à partir d'air saturé peut être d'un ordre de grandeur ou plus que la même quantité d'air sec.
Des combustions spontanées de crassiers ou terrils contenant encore des quantités significative de charbon sont possibles. De même pour des veines ou restes de charbon l'intérieur de galeries de mines de charbon. 

Ces combustions sont plus ou moins lentes et intenses selon les contextes (notamment selon la teneur du substrat en charbon, mais aussi selon la quantité oxygène disponible au contact de ce charbon). Les températures générées peuvent être importantes (on a ainsi découvert dans le bassin de la Loire, des orgues basaltiques dans les roches fondues (paralavas) du terril houiller Saint-Pierre de la Ricamarie, terril créé des années 1930 à 1983, constitué de résidus (argilites et grès) et de restes de charbon qui en s'oxydant ont fait monter la température à au moins 1 300 °C selon Guy et al. (2001). Par endroit des métaux ont fondu.
Ces combustions font partie des séquelles minières à gérer durant des décennies (voire plus), après l'arrêt d'exploitation de certaines mines. 

À titre d'exemple, des études ont dans le bassin minier du Nord-Pas-de-Calais, porté sur les terrils miniers no 76 d’Avion et no 83 à Fouquières-lès-Lens tous deux alors en phase de combustion (spontanée ou provoquée). On y a mesuré des températures dépassant parfois 250 °C en surface ; et 800 à 1 000 °C en profondeur, suffisantes pour induire un métamorphisme thermique complexe des schistes et des grès (qui se colorent alors en rouge, en diminuant de volume et en changeant de composition, pendant que le terril devient une intense source de gaz à effet de serre (CO2 et CH4) mais aussi de gaz toxiques tels que vapeur de mercure, CO, SOX, NOX, radon, etc.). Ces gaz s’échappent - souvent de manière chronique et invisible - par des fissures, fractures et divers orifices de surface. Certaines de ces vapeurs (CH4) au-dessus de 200 °C peuvent spontanément provoquer des explosions. Comme sur les volcans, autour des zones de fumerolles, on observe des minéraux néogènes résultant notamment de la condensation/précipitation de diverses espèces de sulfates et de soufre natif. Ces terrils sont sources de pollution de l'air, de l'eau sous-jacente et des sols périphériques et des écosystèmes, avec des risques pour la santé des riverains. La combustion fragilise en outre la structure et la stabilité du terril (avec des risques d'effondrements et de glissements de terrain).
La thermographie infrarouge et des mesures de températures in situ, en profondeur et en surface sont le moyens de surveillances les plus utilisés.

### Graines oléagineuses et produits oléagineux
Les graines oléagineuses et les résidus de l'extraction de l'huile s'échauffent automatiquement s'ils sont trop humides. En règle générale, le stockage à 9–14 % d'humidité est satisfaisant, mais des limites sont établies pour chaque variété individuelle de graines oléagineuses. En présence d'un excès d'humidité qui est juste en dessous du niveau requis pour la germination des graines, l'activité des moisissures est un candidat probable pour générer de la chaleur. Cela a été établi pour les graines de lin et de tournesol, ainsi que pour les graines de soja. La plupart des graines oléagineuses génèrent des huiles auto-chauffantes. Les palmistes, le colza et le coton ont également été étudiés . Les chiffons imbibés d'huile de lin peuvent s'enflammer spontanément s'ils ne sont pas correctement stockés ou jetés.
Dans le cas des transports de sacs en toile de jute, les pistaches par exemple, l'huile relarguée est absorbée par la toile des sacs, augmentant le risque.

### Articles liés
- Combustion humaine spontanée